# ويكيبيديا الساموغية
ويكيبيديا الساموغية (الساموغية:Žemaitėška Vikipedėjė) هي النسخة الساموغية من موسوعة ويكيبيديا. تأسست ويكيبيديا الساموغية في عام 2006 بمبادرة من زوردس دافيني (أرناس أودوفيتشوس).

## الإحصائيات
| عدد المستخدمين المسجلين | عدد المستخدمين النشيطين | عدد المقالات | صفحات المحتوى | عدد التعديلات | عدد الملفات المرفوعة | عدد الإداريين |
| ----------------------- | ----------------------- | ------------ | ------------- | ------------- | -------------------- | ------------- |
| 27٬656                  | 27                      | 17٬270       | 30٬039        | 361٬965       | 109                  | 4             |

## التقدم
- 25 مارس 2006، أنشئت المقالة الأولى.
- 9 فبراير 2007، أنشئت المقالة رقم 1000.
- 24 يناير 2008، أنشئت المقالة رقم 5000.
- 14 أبريل 2009، أنشئت المقالة رقم 10000.
- 23 فبراير 2016، أنشئت المقالة رقم 15000
- 29 يناير 2017، أنشئت المقالة رقم 16000.